# Rhyothemis plutonia
Rhyothemis plutonia е вид водно конче от семейство Libellulidae. Видът не е застрашен от изчезване.

## Разпространение
Разпространен е в Бангладеш, Виетнам, Индия (Асам и Западна Бенгалия), Индонезия (Суматра), Китай (Хайнан), Лаос, Малайзия (Западна Малайзия), Мианмар, Непал и Тайланд.